# 凤庆大叶茶
凤庆大叶茶，是原产中国云南省凤庆县的一种茶叶品种、中国国家级良种。

## 历史
明朝崇祯十二年（1639年）八月初六，徐霞客抵达凤庆县，在游记中记载曾住在梅姓店主的家中，受到店主煎太华茶接待。1938年，为生产红茶换取外汇支援抗日战争，民国政府派冯绍裘到云南茶区试种红茶，他发现凤庆大叶茶所制的红茶最好，并创办滇红品牌。

## 特点
凤庆大叶茶为有性繁殖系，乔木型、特大叶类、早芽种。原产地为云南省凤庆县，中国南部和西南各省（四川、贵州、广东、广西、海南、湖南）均有种植。其茶植株高大，分枝部位高，密度较稀，叶子呈椭圆形，叶色绿，叶尖渐尖。春芽为每年3月上旬，一芽三叶盛期在3月下旬或4月初，其抗寒性强于勐库大叶茶、勐海大叶茶；适合制作红茶、绿茶和普洱茶。1985年全国农作物品种审定委员会认定为国家品种（编号GS13012-1985）。